# Elfride Trötschel
Johanna Elfride Trötschel (* 22. Dezember 1913 in Dresden; † 20. Juni 1958 in Berlin-Charlottenburg) war eine deutsche Opern- und Liedersängerin (Sopran).

## Leben
Elfride Trötschel war die Tochter des einstigen Liszt-Schülers Albert Trötschel, der den Beruf eines Orgelbauers und Musikpädagogen ausübte.
Mit neun Jahren wurde sie zur Vollwaise, kam in eine Pflegefamilie, in der das Kind stark vernachlässigt wurde. Anlässlich der Hochzeit ihrer älteren Schwester fiel die seelische Verstörtheit Elfride Trötschels auf, und erst in einer zweiten Familie in Dresden-Cotta fand sie eine freundliche, familiäre Aufnahme. Mit sechzehn Jahren besuchte sie die Dresdner Musik-Schule, an der sie unter anderem bei Sophie Kühnau-Bernhard und Doris Winkler zur Chorsängerin ausgebildet wurde. Der Heldenbariton Paul Schöffler verzichtete auf sein Lehrer-Honorar. Nach seinem Abschied wurde sie von Helene Jung auf die Partie des Freischütz-Ännchen vorbereitet, die Trötschel am 13. November 1934 zum ersten Mal sang.

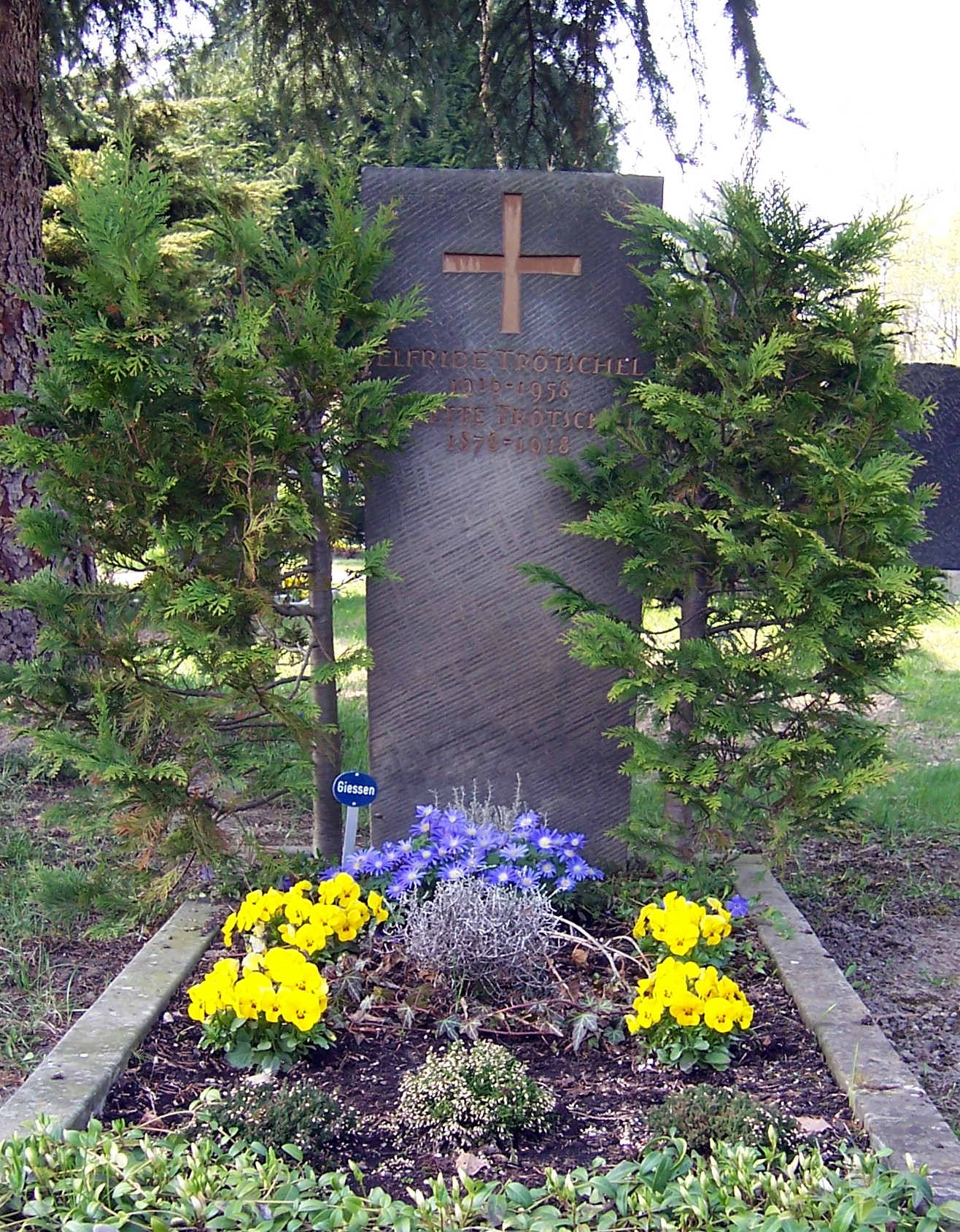
Grab von Elfride Trötschel auf dem Cottaer Friedhof in Dresden.

Karl Böhm verpflichtete Trötschel 1934 an die Semperoper, wo sie bis 1950 wirkte und zahlreiche große Partien im lyrischen und später auch im jugendlich-dramatischen Fach sang. Im gleichen Jahr wurde sie zur sächsischen Kammersängerin ernannt. Im Jahr 1936 begann sie ihre Auslandskarriere mit Gastspielen in London und Florenz. Fünf Jahre später standen erstmals die Salzburger Festspiele auf dem Programm. Trötschel stand 1944 auf der Gottbegnadeten-Liste.
Im Jahr 1948 nahm sie einen umfassenden Gastspielvertrag an Walter Felsensteins Komischer Oper an. Seit 1949 arbeitete sie immer wieder unter Otto Klemperer, der sie lobte: „Keine Sopranistin gestaltet den Wunderhorn-Text so innig, schlicht und mädchenhaft wie die Trötschel.“
Von 1950 bis 1951 war sie an der Berliner Staatsoper engagiert. Von dort wechselte sie an die West-Berliner Städtische Oper. Ihre Auslandsengagements führten sie nach Edinburgh, Glyndebourne, Wien, Neapel, Lissabon, Marseille und Zürich. Ihr letzter Gastauftritt an der Dresdner Staatsoper war am 22. Februar 1953 in den Meistersingern von Nürnberg, noch im Kurhaus Bühlau, das in der Nachkriegszeit zu den wenigen erhaltenen großen Veranstaltungsgebäuden in Dresden gehörte. Was 1933 im damaligen Dresdner Lingnerschloss mit einem Liederabend begann, endete im Dezember 1956 mit ihrem letzten Liederabend im Kurhaus Bühlau.
Zahlreiche Schallplatten-Einspielungen rundeten die künstlerische Tätigkeit der Sängerin ab. 
1943 heiratete Elfride Trötschel in Schellerhau im Erzgebirge den Fabrikbesitzer und Opernmäzen Christian Friedrich Hildsberg (* 1898 Dresden; † 1972 Bremen), 1945 wurde ihr Sohn Andreas geboren, der später als Tierarzt und Sänger tätig war.
Elfride Trötschel starb im Alter von 44 Jahren, vermutlich an den Folgen einer Krebserkrankung, im Krankenhaus Westend in Berlin-Charlottenburg und wurde auf dem Cottaer Friedhof bestattet. Heute erinnert im Dresdner Stadtteil Nickern die „Elfride-Trötschel-Straße“ an sie.

## Theater
- 1941: Carl Maria von Weber: Oberon – Regie: Max Hofmüller (Sächsische Staatstheater Dresden – Opernhaus)
- 1943: Giacomo Puccini: Gianni Schicchi (Tochter Lauretta) – Regie: Heinz Arnold (Sächsische Staatstheater Dresden – Opernhaus)
- 1945: Albert Lortzing: Der Waffenschmied (Tochter Marie) – Regie: Heinz Arnold (Sächsische Staatstheater Dresden)
- 1948: Carl Orff: Die Kluge (Die Kluge) – Regie: Walter Felsenstein – (Komische Oper Berlin)
- 1948: Jacques Offenbach: Orpheus in der Unterwelt (Eurydike) – Regie: Walter Felsenstein (Komische Oper Berlin)
- 1950: Wolfgang Amadeus Mozart: Figaros Hochzeit (Susanne) – Regie: Walter Felsenstein (Komische Oper Berlin)
- 1951: Carl Maria von Weber: Der Freischütz (Agathe) – Regie: Walter Felsenstein (Komische Oper Berlin)
- 1951: Georges Bizet: Carmen (Micaëla, Bauernmädchen) – Regie: Walter Felsenstein (Komische Oper Berlin)
- 1951: Peter Cornelius: Der Dieb von Bagdad (Margiana) – Regie: Ernst Legal (Deutsche Staatsoper Berlin im Admiralspalast)
- 1951: Albert Lortzing: Undine (Undine) – Regie: Werner Kelch (Deutsche Staatsoper Berlin im Admiralspalast)
- 1953: Richard Strauss: Arabella – Regie: Richard Strauss (Enkel) (Städtische Oper Berlin im Theater des Westens)
- 1953: Gottfried von Einem: Der Prozess – Regie: Günther Rennert (Städtische Oper Berlin im Theater des Westens)
- 1955: Gian Carlo Menotti: Die Heilige der Bleecker Street (Annina) – Regie: Gian Carlo Menotti (Städtische Oper Berlin im Theater des Westens)
- 1957: Giuseppe Verdi: Falstaff – Regie: Carl Ebert (Städtische Oper Berlin im Theater des Westens)

## Kritik
Im Sängerlexikon von Kutsch/Riemens heißt es über die Künstlerin, man schätze sie „wegen der Feinheit ihres Vortrages und der Leuchtkraft ihres Timbres in einem umfangreichen Bühnen- und Konzertrepertoire“.

## Aufnahmen (Auswahl)
- Ludwig van Beethoven:

Fidelio: Helena Braun (Leonore), Julius Patzak (Florestan), Ferdinand Frantz (Pizarro), Josef Greindl (Rocco), Karl Schmitt-Walter (Don Fernando), Elfride Trötschel (Marzelline), Richard Holm (Jaquino), Alfons Flügel (Erster Gefangener), Heinz Maria Lins (Zweiter Gefangener) u. a., Chor und Sinfonieorchester des Bayerischen Rundfunks, Dirigent: Eugen Jochum, München im April 1951 - Veröffentlicht: 2004 (WALHALL) und 2005 (Cantus Classics)
- Johann Strauss:

Querschnitte aus den Operetten Die Fledermaus und Der Zigeunerbaron auf Polydor, neben u. a. Peter Anders, dirigiert von Franz Marszalek.